# ذئب أسود

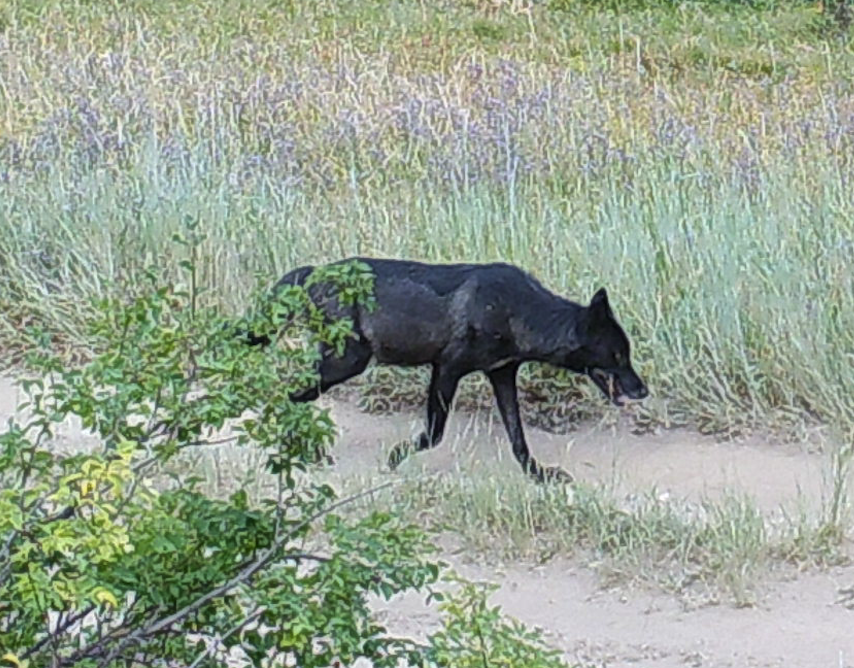
صورة لذئب أسود يمشي على طريق ترابي في غابة بويز الوطنية

الذئب الأسود هو نوع من الذئب الرمادي. كشفت الأبحاث الجينية من كلية الطب بجامعة ستانفورد وجامعة كاليفورنيا، لوس أنجلوس أن الذئاب ذات الفراء الأسود نتَجت من طفرة حدثت في الكلاب المنزلية، وانتقلت إلى الذئاب من خلال تهجين الذئب والكلب. بالإضافة إلى لون المعطف والركبة، فهي ذئاب رمادية طبيعية.

## الصفات الشكلية للذئب الأسود
يأتي مظهر الذئب الأسود كمزيج بين المظهر الخارجي للكلب الراعي الألماني و كلب مالاموت، وأكثر ما يُميز شكله عيونه الثاقبة والبارزة، كما يمتلك آذانًا مُدببة وأنفًا حادًا، ويبلغ متوسط وزنه ما بين 27- 64 كيلوغرام، وبلغ وزن أكبر ذئب أسود 64.8 كغ والذي يعيش في حديقة يلوستون الوطنية، بينما يبلغ متوسط طوله ما بين 87-130 سم.
يمتلك الذئب الأسود فراء سوداء تتكون من خصلات طويلة تُساعده على التكيف مع البيئات الطبيعية القاسية للبقاء على قيد الحياة، كما يمتلك أسفل فرائه طبقة سميكة من الجلد تُحافظ على درجة حرارة جسده لإبقاءه دافئًا.

## الموطن

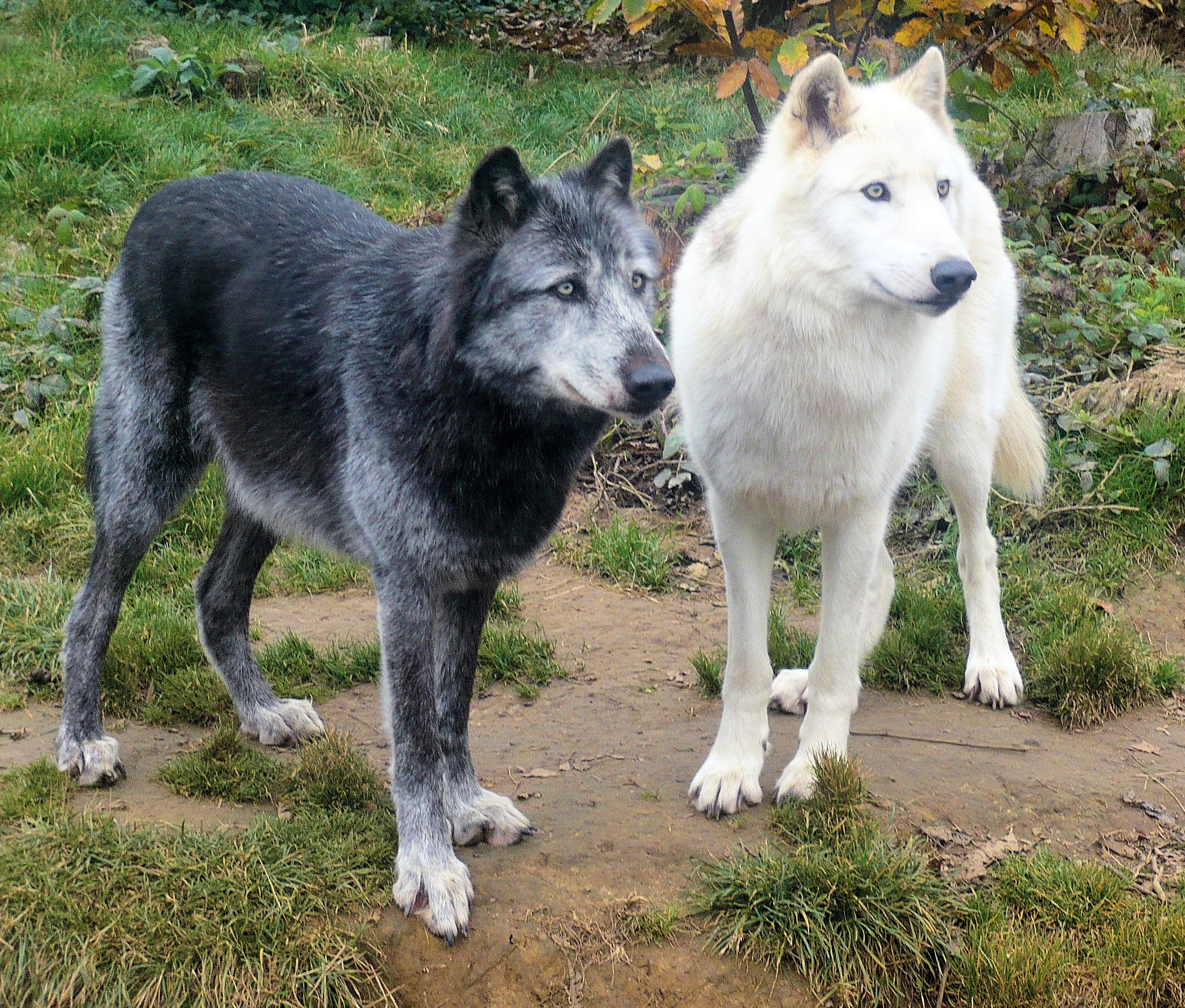
ذئب أسود و أبيض

1. أمريكا الشمالية: في بعض المناطق الغابية في كندا والولايات المتحدة، يمكن أن يظهر الذئب الأسود. الغابات الكثيفة والمناطق الجبلية قد تكون بيئات مناسبة لظهور هذا التحور اللوني حيث يسمح الفراء الداكن لهذة الذئاب بالاندماج مع هذه المناطق الداكنة
2. أوروبا: في بعض المناطق البرية في أوروبا، خاصةً في الغابات الكثيفة والمناطق الجبلية، يمكن أن يتواجد الذئب الأسود. ولكن يُعد ظهوره هناك أقل شيوعًا مقارنة بمناطق أمريكا الشمالية.
3. روسيا: في بعض المناطق البرية في روسيا، يمكن أن يتواجد الذئب الأسود. تشمل المناطق الغابات الكثيفة والسهول الواسعة والمناطق الجبلية.
4. آسيا: في بعض المناطق في آسيا، يظهر الذئب الأسود. تشمل هذه المناطق المناطق البرية والجبلية والغابات الكثيفة.[3]

## طعامه
يشمل النظام الغذائي للذئب الأسود بشكل رئيسي القوارض الصغيرة، ويتغذى أيضًا في بعض الأحيان على الغزلان بعد اصطيادها، كما أنّه غالبًا ما يصطاد منفردًا.

## الفرق بين الذئاب السوداء والذئاب الرمادية

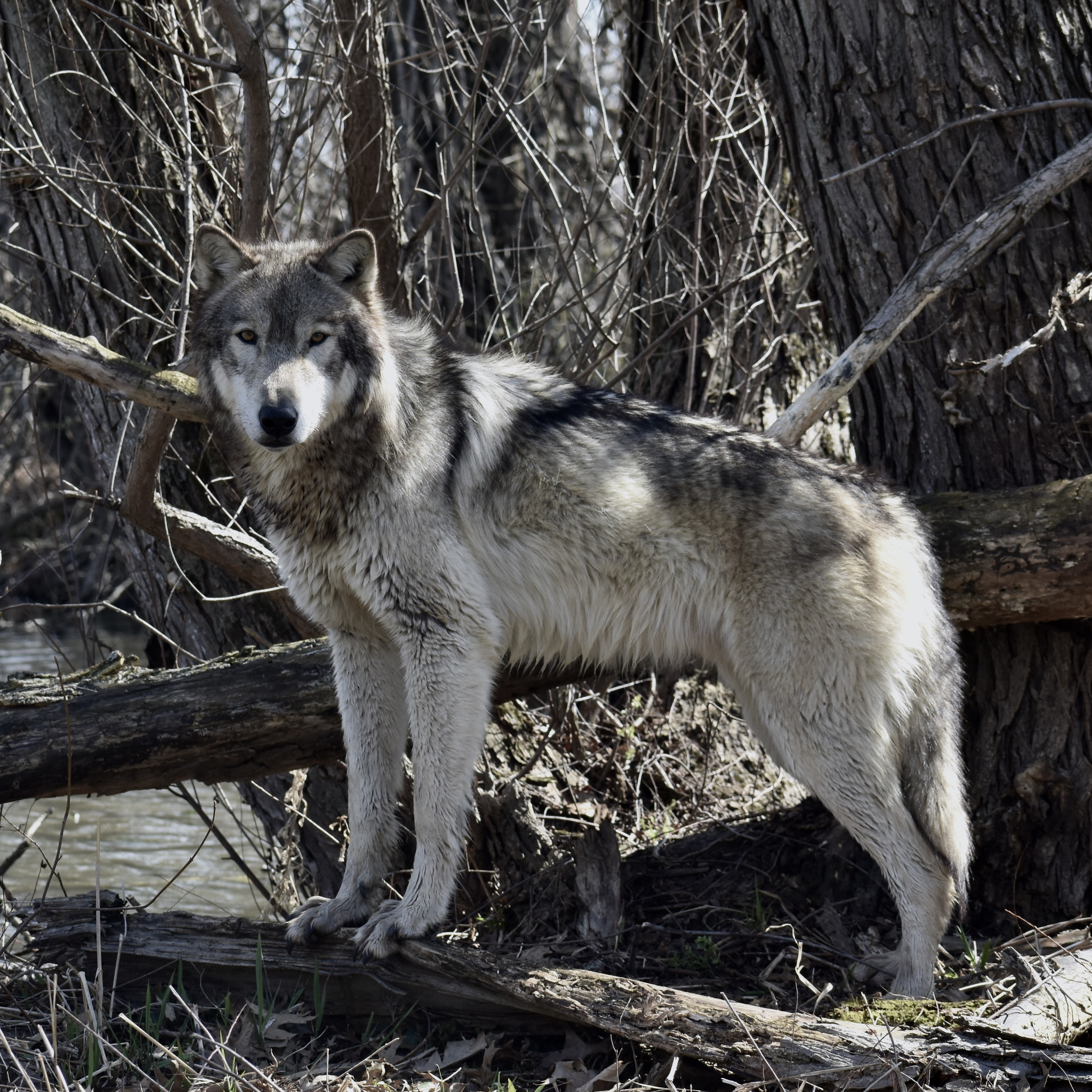
الذئب الرمادي

تتميز الذئاب الرمادية بأنّها أكثر عدوانية وشراسة من الذئاب السوداء، ووجد العلماء بأنّه هناك احتمالية لمطاردة الذئاب الرمادية الذئاب الأخرى أعلى من احتمالية قيام الذئاب السوداء بذلك، ويعود السبب في اختلاف العدوانية إلى اختلاف نسبة مستويات الكورتيزول بين الذئاب الرمادية والذئاب السوداء. كما أنّ الذئاب السوداء تعيش لفترة أطول من الذئاب الرمادية نظرًا لقدرتها على مكافحة الأمراض المنتشرة.